# Ischnotoma (Ischnotoma) decorata decorata
Ischnotoma (Ischnotoma) decorata decorata is een ondersoort van de tweevleugelige Ischnotoma (Ischnotoma) decorata uit de familie langpootmuggen (Tipulidae). De ondersoort komt voor in het Neotropisch gebied.